# Dieter Sauberzweig

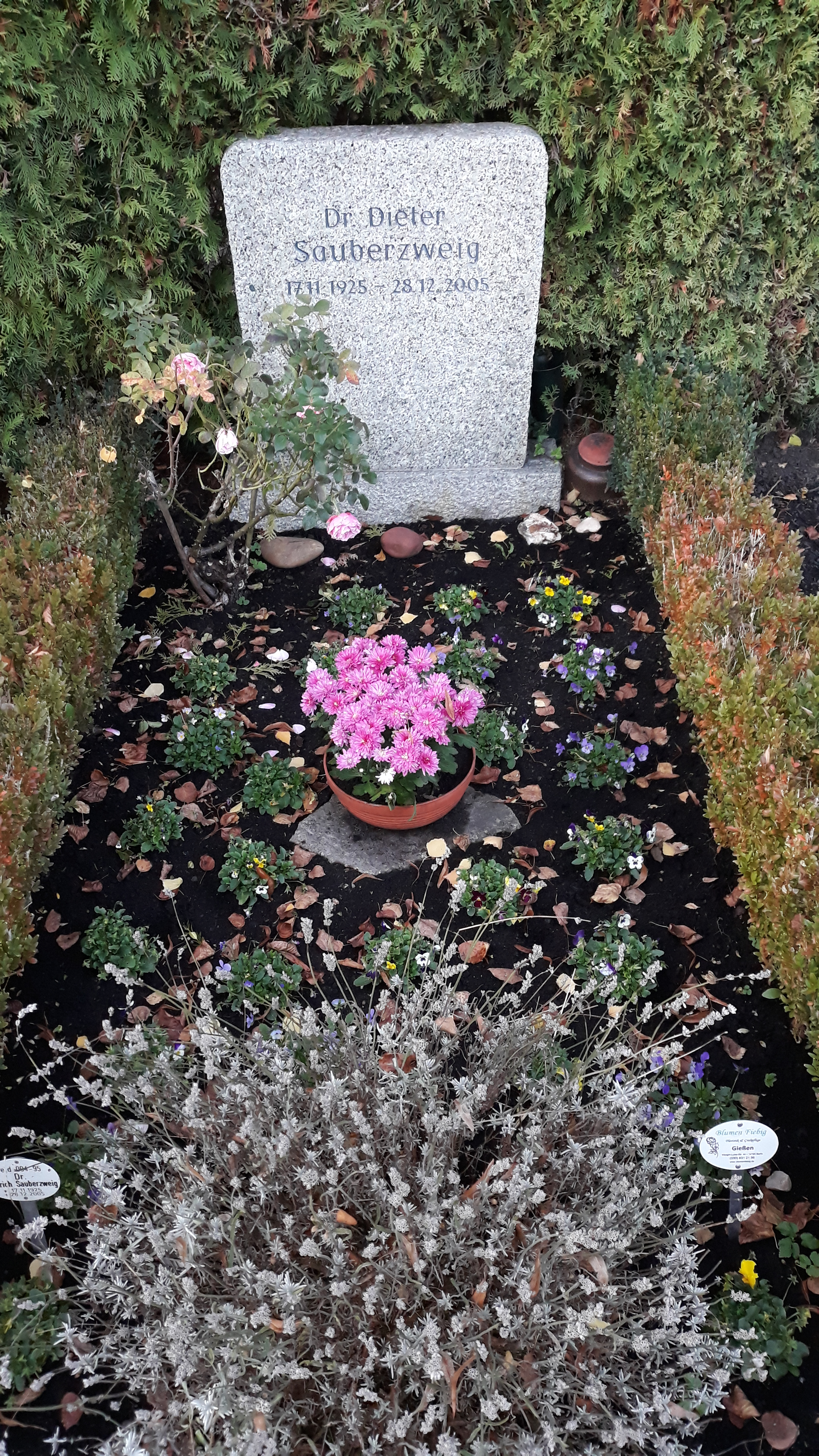
Das Grab von Dieter Sauberzweig auf dem Friedhof Dahlem in Berlin

Dieter Sauberzweig (* 17. November 1925 in Frankfurt (Oder); † 28. Dezember 2005 in Berlin) war ein deutscher Kulturpolitiker (SPD).

## Leben
Dieter Sauberzweig wurde als Sohn des späteren SS-Generals Karl-Gustav Sauberzweig (1899–1946) geboren und wuchs in Berlin, Hannover und Wien auf, wo er 1942 sein Abitur absolvierte. Im gleichen Jahr wurde er zum Wehrdienst eingezogen. Nach dem Krieg absolvierte er eine Lehre in Schleswig-Holstein und studierte anschließend ab 1947 an der Universität Hamburg Geschichte, Pädagogik, Psychologie und Philosophie. Bereits ab 1950 und bis 1971 arbeitete er nebenbei bei verschiedenen Rundfunkanstalten als freier Mitarbeiter. Ab 1953 arbeitete er bei der Studienstiftung des deutschen Volkes, promovierte ein Jahr später in Hamburg und stieg in der Studienstiftung bis 1960 zum geschäftsführenden Vorstandsmitglied auf. 1966 wurde Sauberzweig Beigeordneter des Deutschen Städtetags und stieg auch dort zum Präsidialmitglied auf.
Sauberzweig trat 1971 der SPD bei. 1977 berief der neue Regierende Bürgermeister von Berlin Dietrich Stobbe ihn als Senator für Kultur in sein Kabinett. Bei der Berliner Wahl 1981 wurde er in das Abgeordnetenhaus von Berlin gewählt, dem er bis 1985 angehörte. Er blieb bis 1981 Senator (auch unter Hans-Jochen Vogel). Erst im neuen CDU-Senat musste Sauberzweig seinen Platz räumen.
Nach seiner politischen Karriere wurde Sauberzweig 1981 Leiter des Deutschen Instituts für Urbanistik in Berlin. Diese Position hatte er bis 1991 inne. Ab 1983 war er zudem Honorarprofessor der Universität Konstanz. Von 1999 bis 2002 war er Kurator des Hauptstadtkulturfonds.
Sauberzweig war zweimal verheiratet und hatte zwei Kinder.
Dieter Sauberzweig starb 2005 im Alter von 80 Jahren in Berlin. Sein Grab befindet sich auf dem Friedhof Dahlem.

## Auszeichnungen
- 2001: Verdienstorden des Landes Berlin